# Перетворення слабкого чорного тема (шахи)
Слабке чорне перетворення — тема в шаховій композиції. Суть теми — у варіантах розв'язку задачі чорні пішаки, або один чорний пішак перетворюється у слабкі фігури — туру, слона, коня.

## Історія
Ідея почала розроблятись в другій половині ХІХ століття. У розв'язку задачі виникають тематичні варіанти захисту чорних, в яких пішак при досягненні першої горизонталі, перетворюється лише у слабші фігури — туру, коня чи слона. Від цього ідея дістала назву — тема слабкого чорного перетворення. Ще існує в шаховій композиції — тема слабкого білого перетворення, коли в тематичних захистах перетворюються на слабкі фігури білі пішаки. 
|   | a | b | c | d | e | f | g | h |   |
| 8 | f8 біла тура · d7 чорний пішак · d6 білий пішак · e5 біла тура · h5 білий король · f4 білий кінь · g4 білий пішак · a3 білий ферзь · f3 білий пішак · g3 чорний король · e2 білий пішак · f2 чорна тура · g2 чорний пішак · h2 чорний слон · c1 білий кінь · e1 білий слон · h1 чорний кінь | f8 біла тура · d7 чорний пішак · d6 білий пішак · e5 біла тура · h5 білий король · f4 білий кінь · g4 білий пішак · a3 білий ферзь · f3 білий пішак · g3 чорний король · e2 білий пішак · f2 чорна тура · g2 чорний пішак · h2 чорний слон · c1 білий кінь · e1 білий слон · h1 чорний кінь | f8 біла тура · d7 чорний пішак · d6 білий пішак · e5 біла тура · h5 білий король · f4 білий кінь · g4 білий пішак · a3 білий ферзь · f3 білий пішак · g3 чорний король · e2 білий пішак · f2 чорна тура · g2 чорний пішак · h2 чорний слон · c1 білий кінь · e1 білий слон · h1 чорний кінь | f8 біла тура · d7 чорний пішак · d6 білий пішак · e5 біла тура · h5 білий король · f4 білий кінь · g4 білий пішак · a3 білий ферзь · f3 білий пішак · g3 чорний король · e2 білий пішак · f2 чорна тура · g2 чорний пішак · h2 чорний слон · c1 білий кінь · e1 білий слон · h1 чорний кінь | f8 біла тура · d7 чорний пішак · d6 білий пішак · e5 біла тура · h5 білий король · f4 білий кінь · g4 білий пішак · a3 білий ферзь · f3 білий пішак · g3 чорний король · e2 білий пішак · f2 чорна тура · g2 чорний пішак · h2 чорний слон · c1 білий кінь · e1 білий слон · h1 чорний кінь | f8 біла тура · d7 чорний пішак · d6 білий пішак · e5 біла тура · h5 білий король · f4 білий кінь · g4 білий пішак · a3 білий ферзь · f3 білий пішак · g3 чорний король · e2 білий пішак · f2 чорна тура · g2 чорний пішак · h2 чорний слон · c1 білий кінь · e1 білий слон · h1 чорний кінь | f8 біла тура · d7 чорний пішак · d6 білий пішак · e5 біла тура · h5 білий король · f4 білий кінь · g4 білий пішак · a3 білий ферзь · f3 білий пішак · g3 чорний король · e2 білий пішак · f2 чорна тура · g2 чорний пішак · h2 чорний слон · c1 білий кінь · e1 білий слон · h1 чорний кінь | f8 біла тура · d7 чорний пішак · d6 білий пішак · e5 біла тура · h5 білий король · f4 білий кінь · g4 білий пішак · a3 білий ферзь · f3 білий пішак · g3 чорний король · e2 білий пішак · f2 чорна тура · g2 чорний пішак · h2 чорний слон · c1 білий кінь · e1 білий слон · h1 чорний кінь | 8 |
| 7 | f8 біла тура · d7 чорний пішак · d6 білий пішак · e5 біла тура · h5 білий король · f4 білий кінь · g4 білий пішак · a3 білий ферзь · f3 білий пішак · g3 чорний король · e2 білий пішак · f2 чорна тура · g2 чорний пішак · h2 чорний слон · c1 білий кінь · e1 білий слон · h1 чорний кінь | f8 біла тура · d7 чорний пішак · d6 білий пішак · e5 біла тура · h5 білий король · f4 білий кінь · g4 білий пішак · a3 білий ферзь · f3 білий пішак · g3 чорний король · e2 білий пішак · f2 чорна тура · g2 чорний пішак · h2 чорний слон · c1 білий кінь · e1 білий слон · h1 чорний кінь | f8 біла тура · d7 чорний пішак · d6 білий пішак · e5 біла тура · h5 білий король · f4 білий кінь · g4 білий пішак · a3 білий ферзь · f3 білий пішак · g3 чорний король · e2 білий пішак · f2 чорна тура · g2 чорний пішак · h2 чорний слон · c1 білий кінь · e1 білий слон · h1 чорний кінь | f8 біла тура · d7 чорний пішак · d6 білий пішак · e5 біла тура · h5 білий король · f4 білий кінь · g4 білий пішак · a3 білий ферзь · f3 білий пішак · g3 чорний король · e2 білий пішак · f2 чорна тура · g2 чорний пішак · h2 чорний слон · c1 білий кінь · e1 білий слон · h1 чорний кінь | f8 біла тура · d7 чорний пішак · d6 білий пішак · e5 біла тура · h5 білий король · f4 білий кінь · g4 білий пішак · a3 білий ферзь · f3 білий пішак · g3 чорний король · e2 білий пішак · f2 чорна тура · g2 чорний пішак · h2 чорний слон · c1 білий кінь · e1 білий слон · h1 чорний кінь | f8 біла тура · d7 чорний пішак · d6 білий пішак · e5 біла тура · h5 білий король · f4 білий кінь · g4 білий пішак · a3 білий ферзь · f3 білий пішак · g3 чорний король · e2 білий пішак · f2 чорна тура · g2 чорний пішак · h2 чорний слон · c1 білий кінь · e1 білий слон · h1 чорний кінь | f8 біла тура · d7 чорний пішак · d6 білий пішак · e5 біла тура · h5 білий король · f4 білий кінь · g4 білий пішак · a3 білий ферзь · f3 білий пішак · g3 чорний король · e2 білий пішак · f2 чорна тура · g2 чорний пішак · h2 чорний слон · c1 білий кінь · e1 білий слон · h1 чорний кінь | f8 біла тура · d7 чорний пішак · d6 білий пішак · e5 біла тура · h5 білий король · f4 білий кінь · g4 білий пішак · a3 білий ферзь · f3 білий пішак · g3 чорний король · e2 білий пішак · f2 чорна тура · g2 чорний пішак · h2 чорний слон · c1 білий кінь · e1 білий слон · h1 чорний кінь | 7 |
| 6 | f8 біла тура · d7 чорний пішак · d6 білий пішак · e5 біла тура · h5 білий король · f4 білий кінь · g4 білий пішак · a3 білий ферзь · f3 білий пішак · g3 чорний король · e2 білий пішак · f2 чорна тура · g2 чорний пішак · h2 чорний слон · c1 білий кінь · e1 білий слон · h1 чорний кінь | f8 біла тура · d7 чорний пішак · d6 білий пішак · e5 біла тура · h5 білий король · f4 білий кінь · g4 білий пішак · a3 білий ферзь · f3 білий пішак · g3 чорний король · e2 білий пішак · f2 чорна тура · g2 чорний пішак · h2 чорний слон · c1 білий кінь · e1 білий слон · h1 чорний кінь | f8 біла тура · d7 чорний пішак · d6 білий пішак · e5 біла тура · h5 білий король · f4 білий кінь · g4 білий пішак · a3 білий ферзь · f3 білий пішак · g3 чорний король · e2 білий пішак · f2 чорна тура · g2 чорний пішак · h2 чорний слон · c1 білий кінь · e1 білий слон · h1 чорний кінь | f8 біла тура · d7 чорний пішак · d6 білий пішак · e5 біла тура · h5 білий король · f4 білий кінь · g4 білий пішак · a3 білий ферзь · f3 білий пішак · g3 чорний король · e2 білий пішак · f2 чорна тура · g2 чорний пішак · h2 чорний слон · c1 білий кінь · e1 білий слон · h1 чорний кінь | f8 біла тура · d7 чорний пішак · d6 білий пішак · e5 біла тура · h5 білий король · f4 білий кінь · g4 білий пішак · a3 білий ферзь · f3 білий пішак · g3 чорний король · e2 білий пішак · f2 чорна тура · g2 чорний пішак · h2 чорний слон · c1 білий кінь · e1 білий слон · h1 чорний кінь | f8 біла тура · d7 чорний пішак · d6 білий пішак · e5 біла тура · h5 білий король · f4 білий кінь · g4 білий пішак · a3 білий ферзь · f3 білий пішак · g3 чорний король · e2 білий пішак · f2 чорна тура · g2 чорний пішак · h2 чорний слон · c1 білий кінь · e1 білий слон · h1 чорний кінь | f8 біла тура · d7 чорний пішак · d6 білий пішак · e5 біла тура · h5 білий король · f4 білий кінь · g4 білий пішак · a3 білий ферзь · f3 білий пішак · g3 чорний король · e2 білий пішак · f2 чорна тура · g2 чорний пішак · h2 чорний слон · c1 білий кінь · e1 білий слон · h1 чорний кінь | f8 біла тура · d7 чорний пішак · d6 білий пішак · e5 біла тура · h5 білий король · f4 білий кінь · g4 білий пішак · a3 білий ферзь · f3 білий пішак · g3 чорний король · e2 білий пішак · f2 чорна тура · g2 чорний пішак · h2 чорний слон · c1 білий кінь · e1 білий слон · h1 чорний кінь | 6 |
| 5 | f8 біла тура · d7 чорний пішак · d6 білий пішак · e5 біла тура · h5 білий король · f4 білий кінь · g4 білий пішак · a3 білий ферзь · f3 білий пішак · g3 чорний король · e2 білий пішак · f2 чорна тура · g2 чорний пішак · h2 чорний слон · c1 білий кінь · e1 білий слон · h1 чорний кінь | f8 біла тура · d7 чорний пішак · d6 білий пішак · e5 біла тура · h5 білий король · f4 білий кінь · g4 білий пішак · a3 білий ферзь · f3 білий пішак · g3 чорний король · e2 білий пішак · f2 чорна тура · g2 чорний пішак · h2 чорний слон · c1 білий кінь · e1 білий слон · h1 чорний кінь | f8 біла тура · d7 чорний пішак · d6 білий пішак · e5 біла тура · h5 білий король · f4 білий кінь · g4 білий пішак · a3 білий ферзь · f3 білий пішак · g3 чорний король · e2 білий пішак · f2 чорна тура · g2 чорний пішак · h2 чорний слон · c1 білий кінь · e1 білий слон · h1 чорний кінь | f8 біла тура · d7 чорний пішак · d6 білий пішак · e5 біла тура · h5 білий король · f4 білий кінь · g4 білий пішак · a3 білий ферзь · f3 білий пішак · g3 чорний король · e2 білий пішак · f2 чорна тура · g2 чорний пішак · h2 чорний слон · c1 білий кінь · e1 білий слон · h1 чорний кінь | f8 біла тура · d7 чорний пішак · d6 білий пішак · e5 біла тура · h5 білий король · f4 білий кінь · g4 білий пішак · a3 білий ферзь · f3 білий пішак · g3 чорний король · e2 білий пішак · f2 чорна тура · g2 чорний пішак · h2 чорний слон · c1 білий кінь · e1 білий слон · h1 чорний кінь | f8 біла тура · d7 чорний пішак · d6 білий пішак · e5 біла тура · h5 білий король · f4 білий кінь · g4 білий пішак · a3 білий ферзь · f3 білий пішак · g3 чорний король · e2 білий пішак · f2 чорна тура · g2 чорний пішак · h2 чорний слон · c1 білий кінь · e1 білий слон · h1 чорний кінь | f8 біла тура · d7 чорний пішак · d6 білий пішак · e5 біла тура · h5 білий король · f4 білий кінь · g4 білий пішак · a3 білий ферзь · f3 білий пішак · g3 чорний король · e2 білий пішак · f2 чорна тура · g2 чорний пішак · h2 чорний слон · c1 білий кінь · e1 білий слон · h1 чорний кінь | f8 біла тура · d7 чорний пішак · d6 білий пішак · e5 біла тура · h5 білий король · f4 білий кінь · g4 білий пішак · a3 білий ферзь · f3 білий пішак · g3 чорний король · e2 білий пішак · f2 чорна тура · g2 чорний пішак · h2 чорний слон · c1 білий кінь · e1 білий слон · h1 чорний кінь | 5 |
| 4 | f8 біла тура · d7 чорний пішак · d6 білий пішак · e5 біла тура · h5 білий король · f4 білий кінь · g4 білий пішак · a3 білий ферзь · f3 білий пішак · g3 чорний король · e2 білий пішак · f2 чорна тура · g2 чорний пішак · h2 чорний слон · c1 білий кінь · e1 білий слон · h1 чорний кінь | f8 біла тура · d7 чорний пішак · d6 білий пішак · e5 біла тура · h5 білий король · f4 білий кінь · g4 білий пішак · a3 білий ферзь · f3 білий пішак · g3 чорний король · e2 білий пішак · f2 чорна тура · g2 чорний пішак · h2 чорний слон · c1 білий кінь · e1 білий слон · h1 чорний кінь | f8 біла тура · d7 чорний пішак · d6 білий пішак · e5 біла тура · h5 білий король · f4 білий кінь · g4 білий пішак · a3 білий ферзь · f3 білий пішак · g3 чорний король · e2 білий пішак · f2 чорна тура · g2 чорний пішак · h2 чорний слон · c1 білий кінь · e1 білий слон · h1 чорний кінь | f8 біла тура · d7 чорний пішак · d6 білий пішак · e5 біла тура · h5 білий король · f4 білий кінь · g4 білий пішак · a3 білий ферзь · f3 білий пішак · g3 чорний король · e2 білий пішак · f2 чорна тура · g2 чорний пішак · h2 чорний слон · c1 білий кінь · e1 білий слон · h1 чорний кінь | f8 біла тура · d7 чорний пішак · d6 білий пішак · e5 біла тура · h5 білий король · f4 білий кінь · g4 білий пішак · a3 білий ферзь · f3 білий пішак · g3 чорний король · e2 білий пішак · f2 чорна тура · g2 чорний пішак · h2 чорний слон · c1 білий кінь · e1 білий слон · h1 чорний кінь | f8 біла тура · d7 чорний пішак · d6 білий пішак · e5 біла тура · h5 білий король · f4 білий кінь · g4 білий пішак · a3 білий ферзь · f3 білий пішак · g3 чорний король · e2 білий пішак · f2 чорна тура · g2 чорний пішак · h2 чорний слон · c1 білий кінь · e1 білий слон · h1 чорний кінь | f8 біла тура · d7 чорний пішак · d6 білий пішак · e5 біла тура · h5 білий король · f4 білий кінь · g4 білий пішак · a3 білий ферзь · f3 білий пішак · g3 чорний король · e2 білий пішак · f2 чорна тура · g2 чорний пішак · h2 чорний слон · c1 білий кінь · e1 білий слон · h1 чорний кінь | f8 біла тура · d7 чорний пішак · d6 білий пішак · e5 біла тура · h5 білий король · f4 білий кінь · g4 білий пішак · a3 білий ферзь · f3 білий пішак · g3 чорний король · e2 білий пішак · f2 чорна тура · g2 чорний пішак · h2 чорний слон · c1 білий кінь · e1 білий слон · h1 чорний кінь | 4 |
| 3 | f8 біла тура · d7 чорний пішак · d6 білий пішак · e5 біла тура · h5 білий король · f4 білий кінь · g4 білий пішак · a3 білий ферзь · f3 білий пішак · g3 чорний король · e2 білий пішак · f2 чорна тура · g2 чорний пішак · h2 чорний слон · c1 білий кінь · e1 білий слон · h1 чорний кінь | f8 біла тура · d7 чорний пішак · d6 білий пішак · e5 біла тура · h5 білий король · f4 білий кінь · g4 білий пішак · a3 білий ферзь · f3 білий пішак · g3 чорний король · e2 білий пішак · f2 чорна тура · g2 чорний пішак · h2 чорний слон · c1 білий кінь · e1 білий слон · h1 чорний кінь | f8 біла тура · d7 чорний пішак · d6 білий пішак · e5 біла тура · h5 білий король · f4 білий кінь · g4 білий пішак · a3 білий ферзь · f3 білий пішак · g3 чорний король · e2 білий пішак · f2 чорна тура · g2 чорний пішак · h2 чорний слон · c1 білий кінь · e1 білий слон · h1 чорний кінь | f8 біла тура · d7 чорний пішак · d6 білий пішак · e5 біла тура · h5 білий король · f4 білий кінь · g4 білий пішак · a3 білий ферзь · f3 білий пішак · g3 чорний король · e2 білий пішак · f2 чорна тура · g2 чорний пішак · h2 чорний слон · c1 білий кінь · e1 білий слон · h1 чорний кінь | f8 біла тура · d7 чорний пішак · d6 білий пішак · e5 біла тура · h5 білий король · f4 білий кінь · g4 білий пішак · a3 білий ферзь · f3 білий пішак · g3 чорний король · e2 білий пішак · f2 чорна тура · g2 чорний пішак · h2 чорний слон · c1 білий кінь · e1 білий слон · h1 чорний кінь | f8 біла тура · d7 чорний пішак · d6 білий пішак · e5 біла тура · h5 білий король · f4 білий кінь · g4 білий пішак · a3 білий ферзь · f3 білий пішак · g3 чорний король · e2 білий пішак · f2 чорна тура · g2 чорний пішак · h2 чорний слон · c1 білий кінь · e1 білий слон · h1 чорний кінь | f8 біла тура · d7 чорний пішак · d6 білий пішак · e5 біла тура · h5 білий король · f4 білий кінь · g4 білий пішак · a3 білий ферзь · f3 білий пішак · g3 чорний король · e2 білий пішак · f2 чорна тура · g2 чорний пішак · h2 чорний слон · c1 білий кінь · e1 білий слон · h1 чорний кінь | f8 біла тура · d7 чорний пішак · d6 білий пішак · e5 біла тура · h5 білий король · f4 білий кінь · g4 білий пішак · a3 білий ферзь · f3 білий пішак · g3 чорний король · e2 білий пішак · f2 чорна тура · g2 чорний пішак · h2 чорний слон · c1 білий кінь · e1 білий слон · h1 чорний кінь | 3 |
| 2 | f8 біла тура · d7 чорний пішак · d6 білий пішак · e5 біла тура · h5 білий король · f4 білий кінь · g4 білий пішак · a3 білий ферзь · f3 білий пішак · g3 чорний король · e2 білий пішак · f2 чорна тура · g2 чорний пішак · h2 чорний слон · c1 білий кінь · e1 білий слон · h1 чорний кінь | f8 біла тура · d7 чорний пішак · d6 білий пішак · e5 біла тура · h5 білий король · f4 білий кінь · g4 білий пішак · a3 білий ферзь · f3 білий пішак · g3 чорний король · e2 білий пішак · f2 чорна тура · g2 чорний пішак · h2 чорний слон · c1 білий кінь · e1 білий слон · h1 чорний кінь | f8 біла тура · d7 чорний пішак · d6 білий пішак · e5 біла тура · h5 білий король · f4 білий кінь · g4 білий пішак · a3 білий ферзь · f3 білий пішак · g3 чорний король · e2 білий пішак · f2 чорна тура · g2 чорний пішак · h2 чорний слон · c1 білий кінь · e1 білий слон · h1 чорний кінь | f8 біла тура · d7 чорний пішак · d6 білий пішак · e5 біла тура · h5 білий король · f4 білий кінь · g4 білий пішак · a3 білий ферзь · f3 білий пішак · g3 чорний король · e2 білий пішак · f2 чорна тура · g2 чорний пішак · h2 чорний слон · c1 білий кінь · e1 білий слон · h1 чорний кінь | f8 біла тура · d7 чорний пішак · d6 білий пішак · e5 біла тура · h5 білий король · f4 білий кінь · g4 білий пішак · a3 білий ферзь · f3 білий пішак · g3 чорний король · e2 білий пішак · f2 чорна тура · g2 чорний пішак · h2 чорний слон · c1 білий кінь · e1 білий слон · h1 чорний кінь | f8 біла тура · d7 чорний пішак · d6 білий пішак · e5 біла тура · h5 білий король · f4 білий кінь · g4 білий пішак · a3 білий ферзь · f3 білий пішак · g3 чорний король · e2 білий пішак · f2 чорна тура · g2 чорний пішак · h2 чорний слон · c1 білий кінь · e1 білий слон · h1 чорний кінь | f8 біла тура · d7 чорний пішак · d6 білий пішак · e5 біла тура · h5 білий король · f4 білий кінь · g4 білий пішак · a3 білий ферзь · f3 білий пішак · g3 чорний король · e2 білий пішак · f2 чорна тура · g2 чорний пішак · h2 чорний слон · c1 білий кінь · e1 білий слон · h1 чорний кінь | f8 біла тура · d7 чорний пішак · d6 білий пішак · e5 біла тура · h5 білий король · f4 білий кінь · g4 білий пішак · a3 білий ферзь · f3 білий пішак · g3 чорний король · e2 білий пішак · f2 чорна тура · g2 чорний пішак · h2 чорний слон · c1 білий кінь · e1 білий слон · h1 чорний кінь | 2 |
| 1 | f8 біла тура · d7 чорний пішак · d6 білий пішак · e5 біла тура · h5 білий король · f4 білий кінь · g4 білий пішак · a3 білий ферзь · f3 білий пішак · g3 чорний король · e2 білий пішак · f2 чорна тура · g2 чорний пішак · h2 чорний слон · c1 білий кінь · e1 білий слон · h1 чорний кінь | f8 біла тура · d7 чорний пішак · d6 білий пішак · e5 біла тура · h5 білий король · f4 білий кінь · g4 білий пішак · a3 білий ферзь · f3 білий пішак · g3 чорний король · e2 білий пішак · f2 чорна тура · g2 чорний пішак · h2 чорний слон · c1 білий кінь · e1 білий слон · h1 чорний кінь | f8 біла тура · d7 чорний пішак · d6 білий пішак · e5 біла тура · h5 білий король · f4 білий кінь · g4 білий пішак · a3 білий ферзь · f3 білий пішак · g3 чорний король · e2 білий пішак · f2 чорна тура · g2 чорний пішак · h2 чорний слон · c1 білий кінь · e1 білий слон · h1 чорний кінь | f8 біла тура · d7 чорний пішак · d6 білий пішак · e5 біла тура · h5 білий король · f4 білий кінь · g4 білий пішак · a3 білий ферзь · f3 білий пішак · g3 чорний король · e2 білий пішак · f2 чорна тура · g2 чорний пішак · h2 чорний слон · c1 білий кінь · e1 білий слон · h1 чорний кінь | f8 біла тура · d7 чорний пішак · d6 білий пішак · e5 біла тура · h5 білий король · f4 білий кінь · g4 білий пішак · a3 білий ферзь · f3 білий пішак · g3 чорний король · e2 білий пішак · f2 чорна тура · g2 чорний пішак · h2 чорний слон · c1 білий кінь · e1 білий слон · h1 чорний кінь | f8 біла тура · d7 чорний пішак · d6 білий пішак · e5 біла тура · h5 білий король · f4 білий кінь · g4 білий пішак · a3 білий ферзь · f3 білий пішак · g3 чорний король · e2 білий пішак · f2 чорна тура · g2 чорний пішак · h2 чорний слон · c1 білий кінь · e1 білий слон · h1 чорний кінь | f8 біла тура · d7 чорний пішак · d6 білий пішак · e5 біла тура · h5 білий король · f4 білий кінь · g4 білий пішак · a3 білий ферзь · f3 білий пішак · g3 чорний король · e2 білий пішак · f2 чорна тура · g2 чорний пішак · h2 чорний слон · c1 білий кінь · e1 білий слон · h1 чорний кінь | f8 біла тура · d7 чорний пішак · d6 білий пішак · e5 біла тура · h5 білий король · f4 білий кінь · g4 білий пішак · a3 білий ферзь · f3 білий пішак · g3 чорний король · e2 білий пішак · f2 чорна тура · g2 чорний пішак · h2 чорний слон · c1 білий кінь · e1 білий слон · h1 чорний кінь | 1 |
|   | a | b | c | d | e | f | g | h |   |

1.g5? g1T(D) 2. g6 ~ 3. Tg5#
1. ... g1L 2. e3 K:f3  3. e4#
1. ... g1S 2. e4! Sg~ 3. Sce2#, 1... Lg1!
1. Da8! ~ 2. Dd8 ~ 3. Dh4#
1. ... g1L 2. e4! K:f3 3. Da3#
1. ... g1S 2. e3! Sg~ 3. Sce2#